# Mount Saint Thomas
Mount Saint Thomas är en förort i Australien.   Den ligger i kommunen City of Wollongong och delstaten New South Wales, i den sydöstra delen av landet, 180 km nordost om huvudstaden Canberra. Mount Saint Thomas ligger 20 meter över havet och antalet invånare är 1 483.
Terrängen runt Mount Saint Thomas är platt åt sydost, men åt nordväst är den kuperad. Havet är nära Mount Saint Thomas österut. Trakten är tätbefolkad. Närmaste större samhälle är Wollongong, 2,9 km nordost om Mount Saint Thomas. 